# Hey You, I Love Your Soul
Hey You, I Love Your Soul – drugi album Christian rockowego zespołu Skillet wydany w 1998 roku przez wytwórnie ForeFront Records oraz Ardent Records.

## Lista utworów
1. "Hey You, I Love Your Soul" - 2:58
2. "Deeper" - 3:48
3. "Locked in a Cage" - 3:55
4. "Your Love (Keeps Me Alive)" - 3:55
5. "More Faithful" - 3:44
6. "Pour" - 4:18
7. "Suspended In You" - 3:08
8. "Take" - 4:13
9. "Coming Down" - 5:06
10. "Whirlwind" - 4:02
11. "Dive Over In" - 3:43
12. "Scarecrow" - 4:17

## Twórcy
- John L. Cooper – wokal
- Trey McClurkin - perkusja, wokal
- Ken Steorts - gitara, wokal